# FBK Games
Gli FBK Games (per esteso Fanny Blankers-Koen Games) sono un meeting internazionale di atletica leggera, inserito nel circuito IAAF World Challenge, che si tiene annualmente nel mese di maggio al Fanny Blankers-Koen Stadion di Hengelo nei Paesi Bassi. Il meeting è intitolato alla memoria della più grande atleta olandese di tutti i tempi Fanny Blankers-Koen, regina dei Giochi olimpici di Londra 1948.

## Edizioni

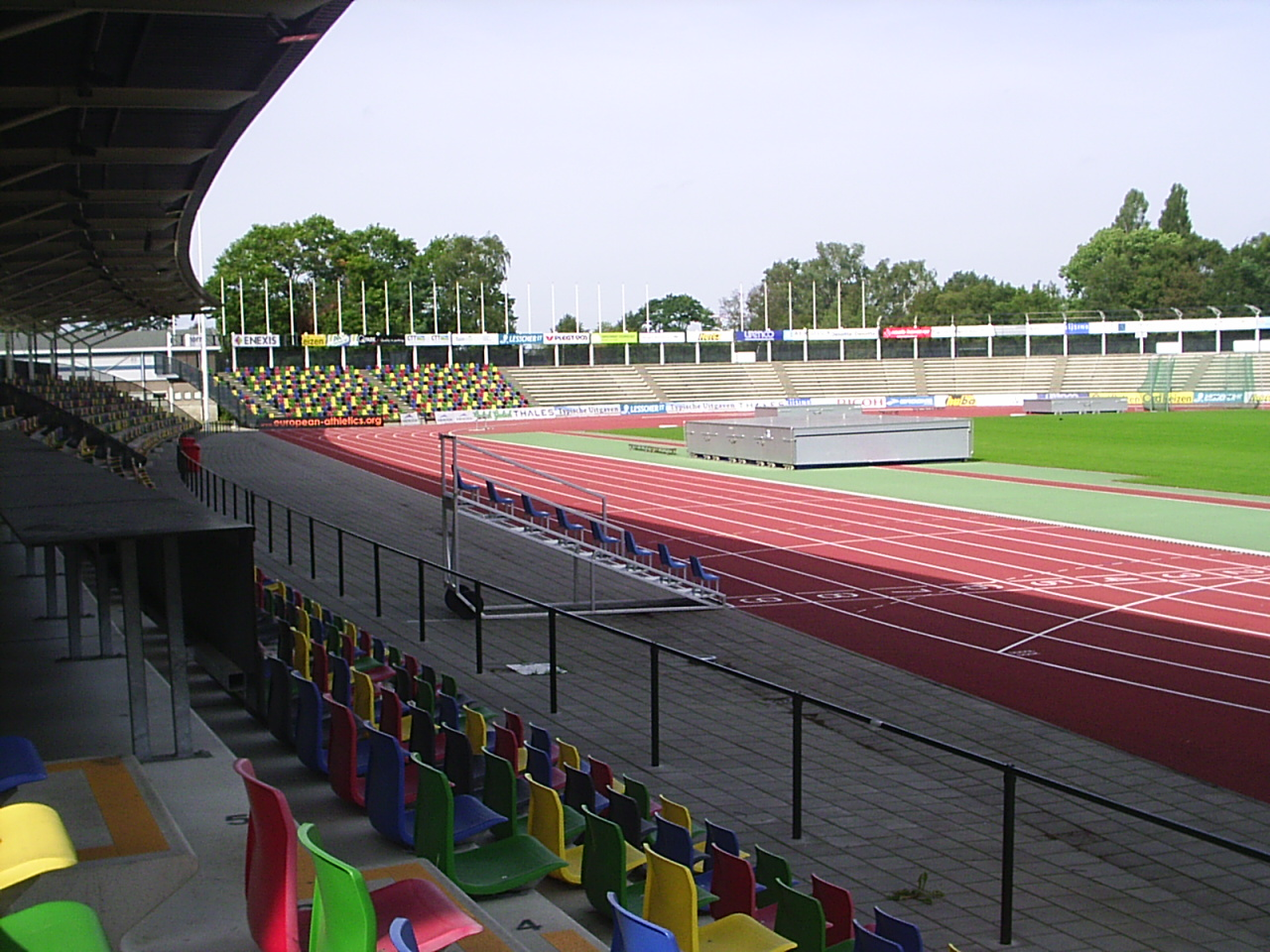
Lo Stadio Fanny Blankers-Koen, sede del meeting

Di seguito la tabella delle ultime edizioni del meeting.
| Anno | Edizione | Circuito                  | Dettagli       |
| ---- | -------- | ------------------------- | -------------- |
| 2006 | XLV      | IAAF Grand Prix 2006      | FBK Games 2006 |
| 2007 | XLVI     | IAAF Grand Prix 2007      | FBK Games 2007 |
| 2008 | XLVII    | IAAF Grand Prix 2008      | FBK Games 2008 |
| 2009 | XLVIII   | IAAF Grand Prix 2009      | FBK Games 2009 |
| 2010 | XLIX     | IAAF World Challenge 2010 | FBK Games 2010 |
| 2011 | L        | IAAF World Challenge 2011 | FBK Games 2011 |
| 2012 | LI       | IAAF World Challenge 2012 | FBK Games 2012 |
| 2013 | LII      | IAAF World Challenge 2013 | FBK Games 2013 |
| 2014 | LIII     | IAAF World Challenge 2014 | FBK Games 2014 |
| 2015 | LIV      | IAAF World Challenge 2015 | FBK Games 2015 |
| 2016 | LV       | IAAF World Challenge 2016 | FBK Games 2016 |
| 2017 | LVI      | IAAF World Challenge 2017 | FBK Games 2017 |
| 2018 | LVII     | IAAF World Challenge 2018 | FBK Games 2018 |
| 2019 | LVIII    | IAAF World Challenge 2019 | FBK Games 2019 |